# Aphis acrita
Aphis acrita är en insektsart som beskrevs av Smith, C.F. 1940. Aphis acrita ingår i släktet Aphis och familjen långrörsbladlöss. Inga underarter finns listade i Catalogue of Life.